# Veliko Ubeljsko
Veliko Ubeljsko je malá, ale historicky významná vesnice na severu Slovinska, v Kraňském regionu, v občině Postojna, na úbočí Nanosu, asi 2 km severovýchodně od vesnice Razdrto, v předhůří Julských Alp.

## Historie a památky

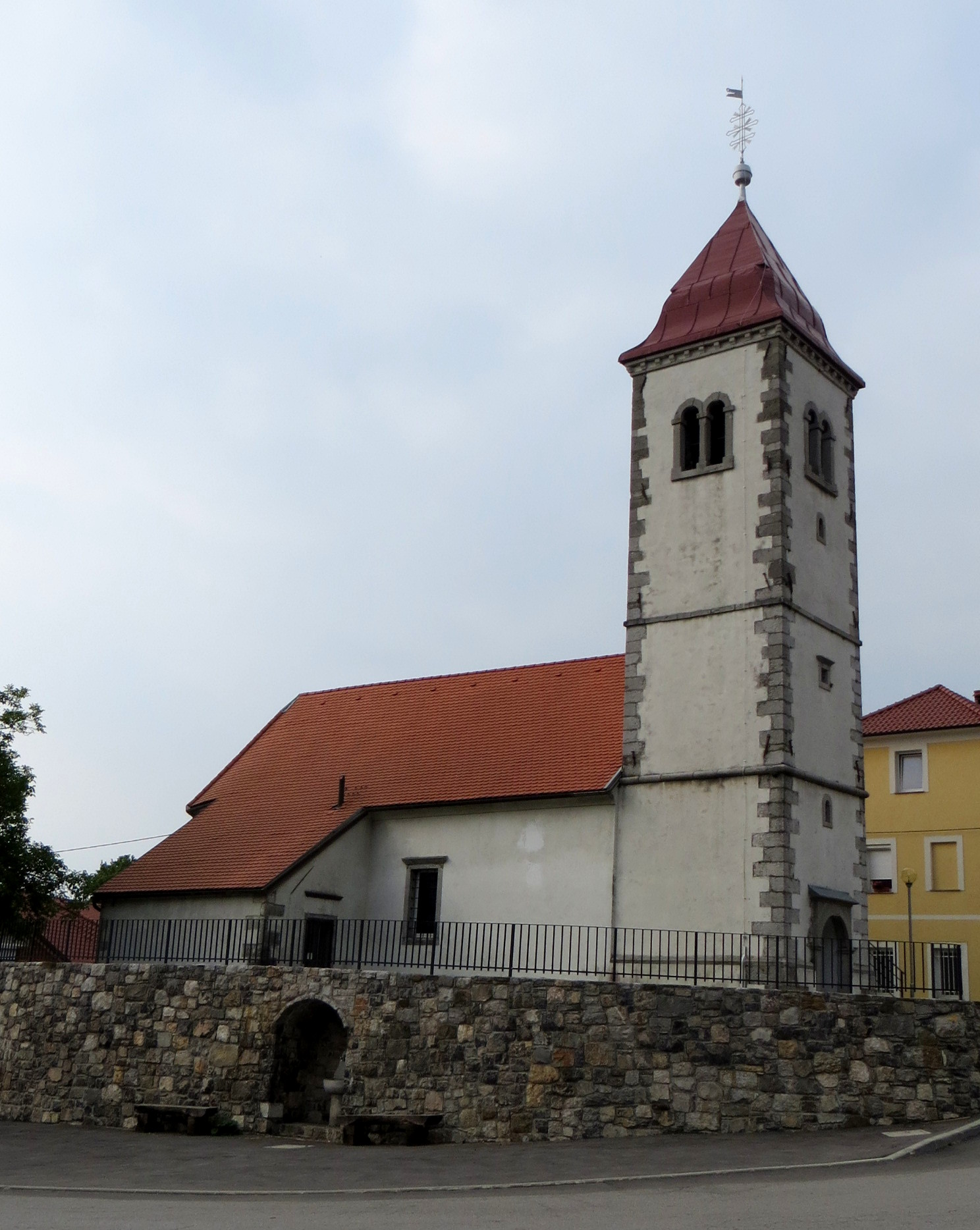
kostel sv. Oldřicha

Veliko Ubeljsko je společně s Malým Ubeljskem zmiňováno jako Vbelckh již v pramenech z roku 1200. V té době již mělo dva kostely, oba náležely do Koperské diecéze.
- Kostel sv. Oldřicha (slovinsky Urh, německy Ulrich) je románská stavba s hranolovou věží v průčelí a kryptou, ve středu obce
- Kostel sv. Brikcia je rovněž románský.

## Slavnost
- Krompirjeva noč – oslavy svátku se 40 letou tradicí, původně dožínky, v poslední době sportovní a zábavné soutěže s piknikem; konají se každoročně koncem srpna a trvají den a celou noc.[2]